# Spookfoto's
Spookfoto’s (originele titel; The Sun Dog) is een novelle van de Amerikaanse schrijver Stephen King, die in 1990 verscheen in de bundel Four Past Midnight (in de Nederlandse vertaling in "Schemerwereld").

## Plot
Kevin Delevan, een tiener uit het fictieve Castle Rock, krijgt voor zijn verjaardag van zijn ouders een Sun 660-polaroidcamera. Wanneer hij de camera uitprobeert, doet zich echter een opmerkelijk verschijnsel voor; in plaats van de mensen en voorwerpen die Kevin fotografeert, staat op elke foto een tuin met daarin een woest uitziende zwarte hond.  Naarmate Kevin meer foto’s maakt, begint de hond op de foto’s zich langzaam om te draaien en dichter bij de camera te komen, waarbij het beest tevens een steeds monsterlijker uiterlijk krijgt.
Kevin gaat te rade bij Reginald “Pop” Merrill, de uitbater van een antiekzaak die in heel Castle Rock berucht is als woekeraar. Onder andere Kevin’s vader heeft ooit geld van hem moeten lenen en tijdelijk een dubbele baan moeten nemen om deze schuld weer af te kunnen betalen. Merrill laat Kevin bij wijze van experiment een reeks foto’s maken op verschillende tijden, en concludeert dat de hond sneller dichterbij komt naarmate de tijd tussen twee foto’s groter is. Ook vermoedt hij dat de hond, als die eenmaal dichtbij genoeg is, uit de foto zal breken. Kevin wil de camera vernietigen. Merrill ziet echter een kans om grof te verdienen aan deze camera. Hij doet daarom alsof hij instemt met Kevin’s plan, maar koopt snel een tweede, identieke camera en laat Kevin die kapotslaan met een hamer terwijl hij de echte camera achterhoudt.
Merrill probeert de camera vervolgens te verpatsen aan verschillende mensen die geïnteresseerd zijn in het paranormale, maar hij vangt overal bot; zijn potentiële kopers denken ofwel dat het een truc is, of zijn dermate angstig voor het fenomeen dat ze niks met de camera te maken willen hebben. De camera begint bovendien invloed op Merrill zelf uit te oefenen. Wanneer Merrill op een nacht beseft dat hij geslaapwandeld heeft en in zijn slaap geprobeerd heeft meer foto’s te maken, beseft hij dat het wellicht toch beter is de camera te vernietigen. De invloed van de camera is dan echter al te sterk; het ding zorgt ervoor dat Merrill in een soort trance belandt waarin hij denkt de camera te vernielen, terwijl hij in werkelijkheid een koekoeksklok kapotslaat. Vervolgens koopt Merrill nieuwe film voor de camera en begint aan de lopende band foto’s te maken, hierbij zelf in de waan verkerend dat hij een klok aan het maken is.
Ondertussen krijgt Kevin voortdurend nachtmerries over de camera en de fotowereld waarin de monsterhond verblijft, en hij beseft dat Merrill hem bedrogen heeft. Samen met zijn vader haast hij zich naar Merrill’s winkel, maar Kevin stopt onderweg nog wel even om een nieuwe camera te kopen. Net op het moment dat Kevin en zijn vader de winkel binnengaan, neemt Merrill de fatale foto en de monsterhond breekt uit de foto de echte wereld in. Merrill komt hierbij om en zijn winkel vat vlam, maar Kevin gebruikt de nieuwe camera om de hond te fotograferen en het beest zo opnieuw op te sluiten in de fotowereld.
Een jaar later krijgt Kevin voor zijn verjaardag een tekstverwerker. Zodra hij hem uitprobeert komt in plaats van de getypte tekst echter een dreigbrief uit de printer rollen, waaruit blijkt dat de hond op wraak zint.

## Connecties met andere werken van King
- Spookfoto’s is een van de verhalen van King waarin het plaatsje Castle Rock centraal staat. Verschillende personages die later in De Noodzaak een grotere rol zullen spelen, worden hier terloops genoemd, zoals Ace Merrill, Polly Chalmers, Alan Pangborn, Sonny Jackson, Andy Clutterbuck en Norris Ridgewick.
- Reginald Merrill is de oom van John ´Ace´ Merrill, de primaire antagonist uit Het Lijk en secondaire antagonist uit De Noodzaak.
- In De Noodzaak wordt herhaaldelijk naar de gebeurtenissen uit Spookfoto’s verwezen. Reginald Merill blijkt vrijwel niets te hebben nagelaten, wat in tegenspraak is met de enorme sommen geld die hij verdiende als woekeraar. Al snel doen geruchten dat Merill zijn geld ergens begraven heeft. Ace heeft hier een grote schuld aan een drugshandelaar door een drugdeal die verkeerd is gelopen, en is wanhopig op zoek naar dit geld.